# Biała laska

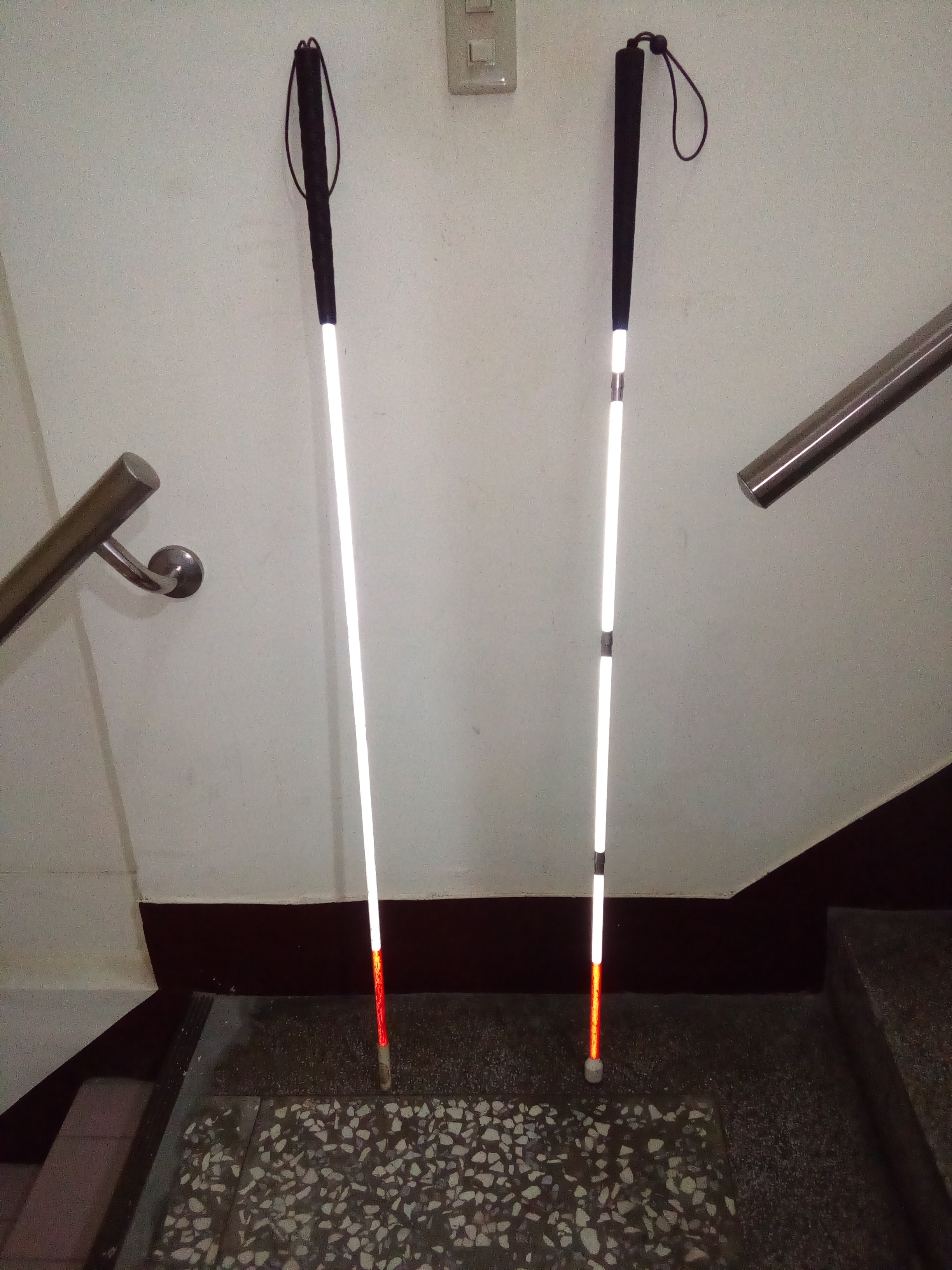
Białe laski: jednolita (z lewej) i składana (z prawej), z różnymi końcówkami

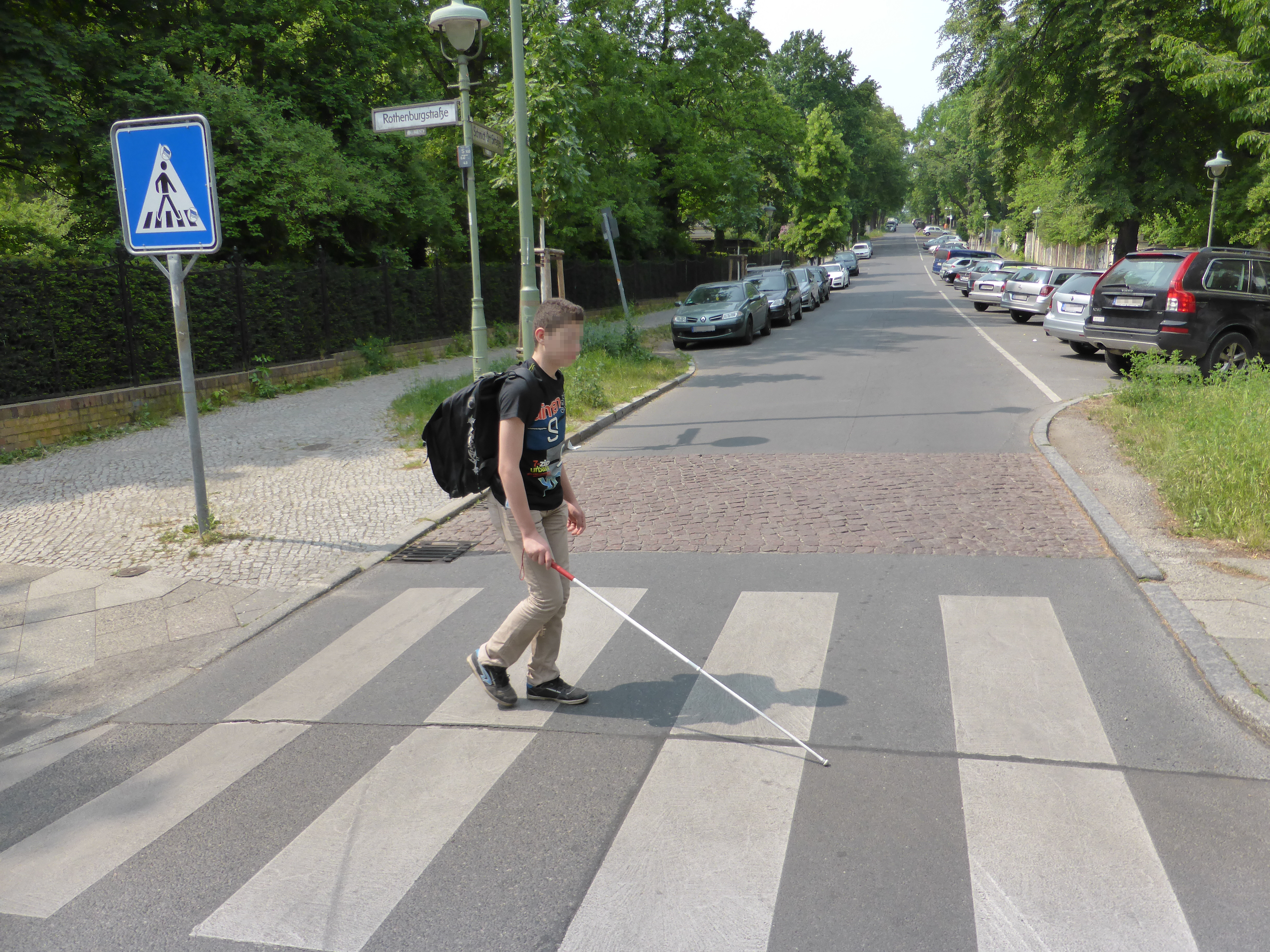
Osoba niewidoma z białą laską na przejściu dla pieszych

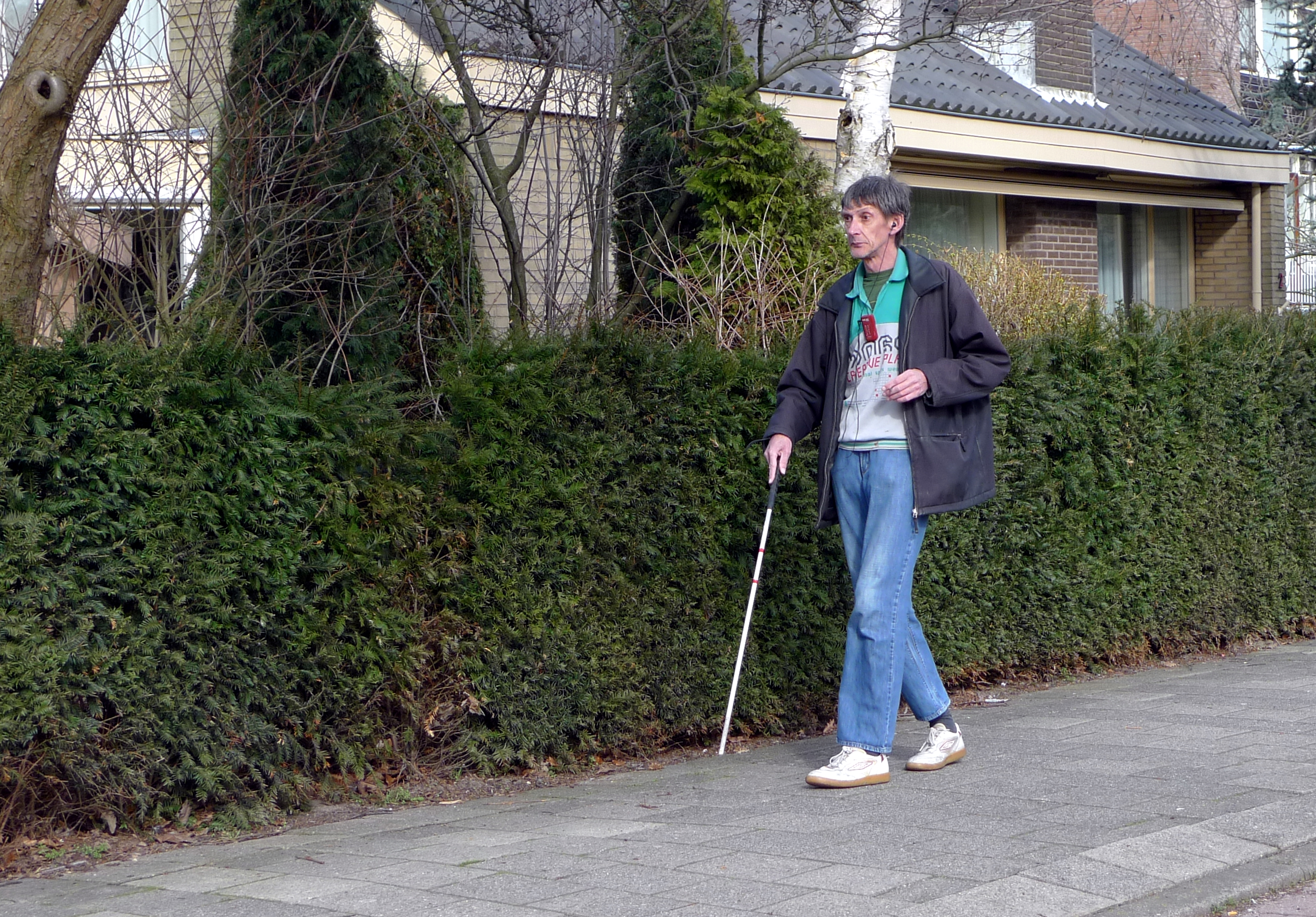
Osoba niedowidząca poruszająca się z białą laską

Biała laska – laska używana przez osoby niewidome i słabowidzące jako pomoc w poruszaniu się, oraz jako sygnał dla otoczenia (na przykład kierowców i rowerzystów).

## Historia
Osoby niewidome od wieków używają lasek jako narzędzi ułatwiających poruszanie się. W 1921 roku James Biggs, angielski fotograf z Bristolu, który oślepł w wyniku wypadku i nie czuł się komfortowo z powodu natężenia ruchu w pobliżu swojego domu, pomalował swoją laskę na biało, aby być bardziej widocznym. W 1931 roku we Francji Guilly d’Herbemont zainicjowała ogólnokrajowy ruch białej laski dla niewidomych. 7 lutego 1931 roku d’Herbemont symbolicznie wręczyła dwie pierwsze białe laski niewidomym w obecności kilku francuskich ministrów. Później wysłano 5000 kolejnych białych lasek niewidomym francuskim weteranom I wojny światowej i niewidomym cywilom. Pierwsze specjalne rozporządzenie dotyczące białej laski uchwalono w grudniu 1930 roku w Peorii w stanie Illinois po interwencji Peoria Lions Club. Rozporządzenie to przyznało niewidomym pieszym ochronę i pierwszeństwo przechodzenia przez jezdnię podczas używania białej laski.
Białą laskę udoskonalił specjalista do spraw rehabilitacji weteranów II wojny światowej, Richard E. Hoover, w szpitalu wojskowym w Valley Forge. W 1944 roku wziął laskę Peoria Lions Club (pierwotnie wykonaną z drewna) i przez tydzień chodził po szpitalu z zawiązanymi oczami. W tym czasie opracował to, co jest obecnie standardową metodą treningu białej laski, czyli metodą Hoovera. Obecnie nazywany jest „ojcem techniki lekkiej białej laski”. Podstawowa technika polega na uderzaniu laską o podłoże od środka ciała do przodu i do tyłu przed stopami. Laska powinna być uderzana przed tylną stopą, gdy dana osoba stawia kroki. Hoover zanim nauczył innych rehabilitantów swojej nowej techniki, miał specjalne zlecenie na wykonanie lekkich, białych lasek dla weteranów europejskiego teatru działań wojennych.
6 października 1964 roku podpisano wspólną rezolucję Kongresu, HR 753, upoważniającą Prezydenta Stanów Zjednoczonych do proklamowania 15 października „Dniem Bezpiecznej Białej Laski” (od 1970 roku Międzynarodowy Dzień Białej Laski). Prezydent Lyndon B. Johnson był pierwszym, który ogłosił tę proklamację.

## Rodzaje i opis
Wyróżnia się trzy podstawowe rodzaje białych lasek:
- orientacyjna (do lustrowania terenu i lokalizowania przeszkód na trasie marszu),
- sygnalizacyjna (informuje otoczenie że jej użytkownik nie widzi wcale lub słabo),
- podpórcza (do podpierania się przez osoby które nie widzą i dodatkowo mają problem z poruszaniem się).

Biała laska wykonana jest z grafitu, materiału kompozytowego, aluminium lub włókna szklanego. Może być składana lub jednolita, przy czym obie wersje mają swoje zalety i wady. Lekkość jednolitej laski zapewnia większą mobilność i bezpieczeństwo, chociaż składaną laskę można łatwiej przechowywać, co daje jej przewagę w zatłoczonych miejscach, takich jak na przykład imprezy masowe.